# Lachnocladium
Lachnocladium là một chi nấm thuộc họ Lachnocladiaceae. Chi có năm loài phân bố rộng khắp.